# 핀과 제이크의 어드벤처 타임 시즌 8
《핀과 제이크의 어드벤처 타임》의 여덟 번째 시즌은 2016년 3월 26일부터 2017년 2월 2일까지 미국 카툰 네트워크에서 방영되었다. 프레드레이터 스튜디오와 카툰 네트워크 스튜디오에서 제작한 이 작품은 종말 이후의 세상인 우 랜드에서 사는 인간 소년 핀과, 마법의 힘으로 몸의 크기와 모양을 자유자재로 변화시킬 수 있는 개 제이크의 모험을 다루고 있다.
스토리보드 작가로 톰 허피치, 스티브 울프하드, 제시 모이니핸, 로라 크네츠거, 크리스 무카이, 라일 파트리지, 그레이엄 폴크, 샤메인 버헤이건, 샘 올던, 펜들턴 워드, 수 킴, 솜빌레이 제이어폰, 한나 K. 니스트롬, 아코 카스투에라, 알렉스 숀월드, 폴리 구오, 켄트 오즈번, 애덤 무토가 제작에 참여하였다. 이번 시즌에서는 제이크, 비모와 힘센 수잔과 함께 핀이 자신의 과거를 찾아나서는 내용을 다룬 8부작 미니시리즈인 《Islands》가 방영되었다. 또한 게스트 애니메이터 알렉스와 린지 스몰부테라와 제임스 벡스터가 각각 〈Beyond the Grotto〉와 〈Horse and Ball〉 에피소드에 참여하였다.
첫 화 〈Broke His Crown〉은 113만 명이 시청하며 지난 시즌 대비 하락세를 기록하였고, 마지막 화 〈The Light Cloud〉는 100만 명의 시청자 수를 기록하여 역대 피날레 중 시즌 최저치를 보였다. 시청률과는 별개로 평론가로부터 긍정적인 평가를 받았으며, 〈Imaginary Resources〉는 프라임타임 크리에이티브 아츠 에미상에서 수상하였다. DVD 및 블루레이 디스크는 2018년 11월 28일 발매되었다.

## 개발

### 설정
이 작품은 종말 이후의 세상인 우 랜드에서 살고 있는 인간 소년 핀과, 마법의 힘으로 몸의 크기와 모양을 자유자재로 변화할 수 있는 개 제이크의 모험을 다루고 있다. 그 외 주요 등장인물로는 버블검 공주, 얼음 대왕, 뱀파이어 여왕 마르셀린 등이 있다. 주된 에피소드 전개로는 핀과 제이크가 이상한 생명체를 조사하거나 얼음 대왕과 상대하고, 다른 이들을 돕기 위해 괴물들을 무찌르는 이야기 등이 있다. 이번 시즌에서는 새로운 캐릭터 펀의 등장과, 핀이 자신의 어머니를 만나면서 겪는 이야기를 다루고 있다.

### 제작

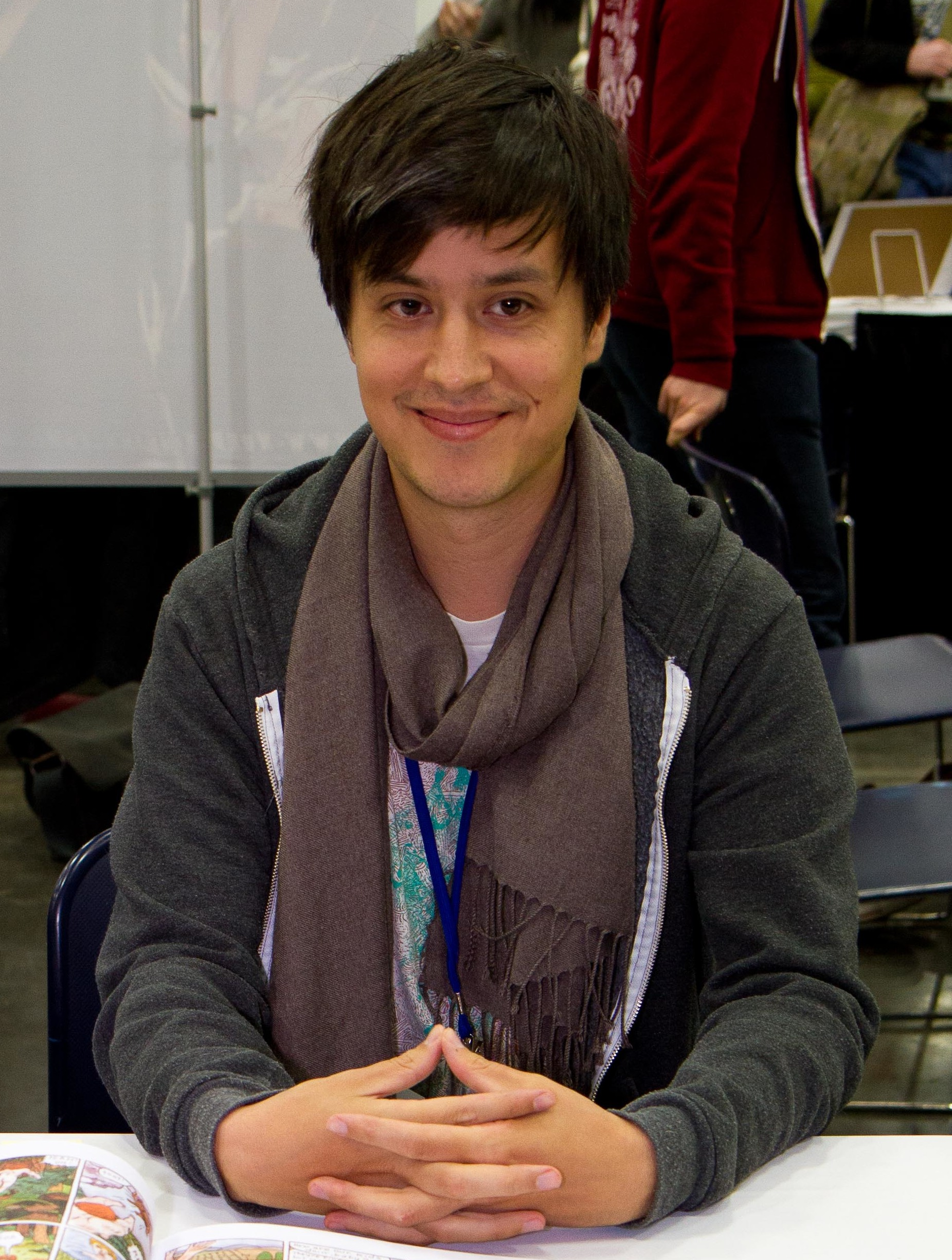
이번 시즌은 제시 모이니핸이 마지막으로 제작에 참여한 시즌이다.

2015년 7월 7일, 《할리우드 리포터》는 시즌 8 제작이 확정되었음을 보도하였다. 이번 시즌의 스토리 작가는 잭 펜다비스(Jack Pendarvis), 애덤 무토, 켄트 오즈번, 애슐리 버치가 맡았다.
원래 일곱 번째 시즌은 〈Bonnie & Neddy〉부터 〈Reboot〉까지 총 39편, 여덟 번째 시즌은 〈Two Swords〉부터 〈Three Buckets〉까지 총 28편으로 계획되어 제작되었다. 그러나 각종 스트리밍 사이트에는 시즌 7의 스물여섯 번째 에피소드 〈The Thin Yellow Line〉가 시즌 7의 마지막 회차로 업로드되었다. 이후 카툰 네트워크는 〈Broke His Crown〉부터 〈Reboot〉까지와 〈Two Swords〉부터 《Islands》까지를 시즌 8로 분류하였다. 이러한 에피소드 분류는 나중에 출시된 DVD에서도 동일하게 유지되면서 확정되었다.
이번 시즌에서는 〈Beyond the Grotto〉에서 알렉스와 린지 스몰부테라가 제작한 7분 분량의 애니메이션이 삽입되었으며, 제임스 벡스터(James Baxter)는 〈Horse and Ball〉의 애니메이션을 맡았다. 시즌 5의 〈James Baxter the Horse〉에서 이미 작품에 참여한 경험이 있는 벡스터는 두 에피소드에서 자신의 이름을 딴 캐릭터의 목소리 연기도 함께 하였다.
이번 시즌의 스토리보드 작가진으로는 톰 허피치, 스티브 울프하드, 제시 모이니핸, 로라 크네츠거(Laura Knetzger), 크리스 무카이(Kris Mukai), 라일 파트리지(Lyle Partridge), 그레이엄 폴크(Graham Falk), 샤메인 버헤이건(Charmaine Verhagen), 샘 올던(Sam Alden), 펜들턴 워드, 수 킴(Seo Kim), 솜빌레이 제이어폰(Somvilay Xayaphone), 한나 K. 니스트롬(Hanna K. Nyström), 아코 카스투에라, 알렉스 숀월드(Aleks Sennwald), 폴리 구오(Polly Guo), 켄트 오즈번, 애덤 무토가 있다. 이번 시즌은 오랜 시간 참여하였던 스토리보드 작가들과 제작진들이 많이 작품을 떠난 시즌이기도 하였다. 제시 모이니핸은 〈Normal Man〉을 마지막으로 자신의 웹 코믹 〈포밍〉(Forming)의 작업을 위해 작품에서 하차하였다. 수퍼바이징 감독 안드레스 살라프는 이번 시즌 이후 카툰 네트워크의 다른 애니메이션 《엉클 그랜파》의 스토리보드를 맡게 되었다. 작품에 다시 복귀한 제작진들도 있었는데, 아코 카스투에라는 니스트롬과 함께 〈Broke His Crown〉의 스토리보드 작가를 맡았으며 〈Two Swords〉부터는 스토리보드 수정가로 직책이 바뀌게 된다. 전 스토리보드 작가이자 크리에이티브 감독이었던 콜 산체스는 수퍼바이징 감독으로 제작에 참여하기 시작했다.

### 미니시리즈
2017년 1월 말부터 2월 초까지는 미니시리즈 《Islands》(더빙명 《비밀의 아일랜드》)가 방영되었다. 지난 시즌의 미니시리즈인 《Stakes》의 방영 직전 켄트 오즈번은 여러 개의 미니시리즈를 추가로 제작할 것임을 밝혔으며, 카툰 네트워크는 2018년 작품 종영 이전에 신규 에피소드와 함께 미니시리즈와 스페셜 에피소드 등이 방영될 것이라고 언급하였다.
《Islands》는 핀, 제이크, 비모와 힘센 수잔(성우: 재키 부스카리노)이 함께 우 랜드를 떠나 여행하면서 핀의 과거에 숨겨진 비밀들을 찾아 나서는 이야기를 다룬다. 그곳에서 창시자의 섬에 다다른 핀은 나머지 인류에게 어떤 일이 일어났는지에 대해 알게 되고, 자신의 어머니인 미네르바(성우: 샤론 호건)와 만난다. 《Stakes》와 마찬가지로 《Islands》에서도 새로운 오프닝 시퀀스를 선보였다. 새 오프닝은 샘 올던이 스토리보드를 맡았고, 유아사 마사아키의 스튜디오 사이언스 사루(Science SARU)에서 애니메이션을 제작하였다. 이번 오프닝은 핀의 성우 제러미 셰이다의 노래와 함께 바다를 항해하는 등장인물들의 모습을 배경으로 한다.

## 출연진
이번 시즌에서도 여러 게스트 성우들이 목소리 연기를 담당하였다. 첫 에피소드 〈Broke His Crown〉에서 리나 던햄과 패멀라 애들론이 각각 베티 역과 공룡 건터를 연기하였다. 댄 민츠, 헨리 롤린스, 로라 실버먼은 〈Lady Rainicorn of the Crystal Dimension〉에서 T.V., 밥, 에텔 역을 맡았다. 이 에피소드에서는 전 스토리보드 아티스트인 윤대주(Bert Youn)와 코미디언 프레드 스톨러가 무지개콘 종족인 리와 로이의 성우로 참여하였다. 〈I Am a Sword〉에서는 에이미 서데러스가 도둑 공주 역, 스티브 에이지Steve Agee)가 과학 고양이 역, 멀린다 힐(Melinda Hill)은 우주 곰과 샤론 역을 맡았다. 스토리 작가 애슐리 버치는 〈Bun Bun〉에서 동명의 등장인물인 빵빵을 연기하였고, 키스 데이비드는 불꽃 대왕 역을 다시 맡았다. 〈Elemental〉에서 로런 랩커스는 페이션스 세인트 핌 역을 연기하였다. 성 반전 에피소드인 〈Five Short Tables〉에서는 피오나 역의 매들린 마틴, 케이크 역의 로즈 라이언, 마셜 리 역의 도널드 글로버, 얼음여왕 역의 그레이 딜라일, 큐버 역의 에모 필립스가 다시 작품에 참여하였다. 또한 해니벌 버리스가 불꽃 왕자, 크리스핀 프리먼이 거북이 왕자와 얼음 대통령, 엘 뉴랜즈(Elle Newlands)는 버터스카치 집사, 키스 퍼거슨은 일정 문제 상 참여하지 못한 닐 패트릭 해리스를 대신하여 검볼 왕자를 연기하였다. 〈The Music Hole〉에서는 엔딩 주제가를 부른 애슐리 에릭손이 뮤직 홀 역을, 재키 부스카리노(Jackie Buscarino)가 힘센 수잔 역을 맡았다. 〈Daddy-Daughter Card Wars〉에서 앨리아 쇼캇은 찰리 역을, 리치 소머는 그랜드 피닉스 역을, 레기 와츠는 거북이 아나운서 역을 맡았다. 〈Preboot〉에서는 부스카리노와 콜린 딘이 각각 수잔과 티파니 역을 다시 맡았으며, 레논 파함이 그로스 박사를 연기하였다. 레인 윌슨은 〈Reboot〉에서 래틀볼 역과 스파클의 성인 목소리를 연기하였다. 〈Two Swords〉에서는 헤이든 이지(Hayden Ezzy)가 펀 역을 맡았다. 〈Do No Harm〉에서는 제프 베넷(Jeff Bennett)과 멀린다 힐이 풀 마법사와 의사 공주 역을 다시 연기하였다. 〈Wheels〉에서는 마크 에번 잭슨이 김길환 역을 다시 맡았고, 레이 그레이(Rae Gray)가 제이크의 손녀인 브론윈 역을 맡았다. 론 린치는 〈High Strangeness〉에서 돼지 씨 역을 다시 연기하였다. 〈Horse & Ball〉에서는 애니메이터 제임스 벡스터가 자신의 이름을 딴 캐릭터를 연기하였다. 앨런 튜딕은 〈Jelly Beans Have Power〉에서 채츠베리 역을 다시 맡았다. 미니시리즈 《Islands》에서는 조시 페이덤이 위플 역, 헬레나 맛손이 앨바 역, 레기 와츠가 비니 역, 재시카 니콜이 프리다 역, 리비 스투벤라우치()가 어린 카라와 수잔 역, 샤론 호건이 핀의 엄마인 미네르바 역, 러레인 뉴먼이 위도우 역을 맡았다. 레논 파르햄과 스티븐 루트가 각각 그로스 박사 역과 핀의 아빠 마틴 역을 다시 연기하였다.
《Islands》의 한국어 더빙 《비밀의 아일랜드》의 성우진으로는 비모/수잔 역의 전진아, 미네르바 역의 사문영, 마틴 역에 최낙윤, 닥터 구려써 역의 양유진, 위플 역의 이재범, 프리다 역의 김연우, 서원석, 임하진 등이 참여하였다.

## 방영 및 반응

### 방영
지난 여섯 번째, 일곱 번째 시즌과 유사하게 이번 시즌에서도 소위 "에피소드 폭탄"이라고 불리는 연속 방영이 자주 이루어졌다. 우선 2017년 1월 23일부터 1월 27일까지 〈Two Swords〉/〈Do No Harm〉부터 〈Jelly Beans Have Power〉에 해당하는 에피소드 6편이 매일 방영되었다. 8부작 《Islands》는 1월 30일부터 2월 2일까지 연속 방영되었다. 대한민국에서 《Islands》는 TV 방영 이전인 2017년 4월 13일 《극장판 어드벤처 타임: 비밀의 아일랜드》라는 이름으로 극장에서 개봉하였다.

### 시청자 수
2016년 3월 26일 첫 방영한 〈Broke His Crown〉은 113만 명이 시청자 수와 18-49 연령대 닐슨 시청률에서 0.3을 기록하였다. 이는 동시간대 TV를 시청한 18세에서 49세 사이의 모든 가구 중 0.3%가 해당 에피소드를 시청하였다는 의미이다. 지난 시즌과 비교하면 115만 명이 시청한 마지막 화 〈The Thin Yellow Line〉에 비해 감소세를 보였으나, 107만 명이 시청한 첫 화 〈Bonnie & Neddy〉와 비교하면 약간의 상승을 기록하였다. 이번 시즌은 8부작 미니시리즈 《Islands》를 마지막으로 방영하였다. 《Islands》의 첫 두 에피소드는 120만 명이 시청하였으나 중간 에피소드들은 100만 명 내외의 시청자 수를 보였고, 마지막 화 역시 100만 명을 기록하며 역대 시즌 마지막 에피소드 중 가장 낮은 수치를 기록하였다.

### 평가 및 수상
《디 A.V. 클럽》은 《Islands》에 A 등급을 주었고, 나머지 에피소드에는 'A'와 'B'를 각각 9개씩 부여하였다. 올리버 사바(Oliver Sava)는 〈The Music Hole〉의 리뷰에서 "일곱 개의 시즌 방영 이후에도 프로그램이 여전히 다양한 시청자들을 사로잡을 수 있는 판단력을 잃지 않았다는 점이 마음에 든다."라고 말하였다.
《뉴사라마》의 잭 스미스(Zack Smith)는 《Islands》 리뷰에서 "오랜 팬들에게 엄청난 만족감을 줄 수 있는 팬 서비스"라고 언급하였다. 또한 일련의 에피소드들이 독립적인 이야기에서 시작하여 깊고 감정적인 배경 이야기로 넘어갈 수 있도록 연출한 것에 대해 칭찬하였다. 그는 "등장인물들이 목적지에 다다르기 이전에 그 곳에서 시간을 더 보낼 수 있는 감정적인 소재가 충분하였다."라고 말하며 해당 부분에 대해 아쉬움을 표하였다.
2017년 4월, 코먼 센스 미디어는 《Islands》에 "코먼 센스 실"(The Common Sense Seal)을 수여하였다. 2017년 7월에는 《Islands》의 4부 〈Imaginary Resources〉가 프라임타임 크리에이티브 아츠 에미상에서 뛰어난 단독 애니메이션 부문에서 수상하였다.

## 에피소드 목록
| 전체 번호 | 시즌 번호 | 제목 한국어판 제목                                                      | 슈퍼바이징 감독 | 작가                                    | 본 방송 날짜     | 한국 방송 날짜   | 제작 번호 | 시청자 수 (100만) |
| --------- | --------- | ----------------------------------------------------------------------- | --------------- | --------------------------------------- | ---------------- | ---------------- | --------- | ----------------- |
| 226       | 1         | "Broke His Crown" "왕관 속으로"                                         | 엘리자베스 이토 | 아코 카스투에라, 한나 K. 니스트롬       | 2016년 3월 26일  | 2016년 8월 16일  | 1034-234  | 1.13              |
| 227       | 2         | "Don't Look" "보지 마"                                                  | 엘리자베스 이토 | 수 킴, 솜빌레이 제이어폰                | 2016년 4월 2일   | 2016년 8월 3일   | 1034-230  | 1.13              |
| 228       | 3         | "Beyond the Grotto" "연못 저 편에"                                      | 안드레스 살라프 | 수 킴, 솜빌레이 제이어폰                | 2016년 4월 9일   | 2016년 8월 17일  | 1034-235  | 1.06              |
| 229       | 4         | "Lady Rainicorn of the Crystal Dimension" "크리스털 차원에 간 무지개콘" | 엘리자베스 이토 | 그레이엄 폴크                           | 2016년 4월 16일  | 2016년 8월 9일   | 1034-232  | 0.90              |
| 230       | 5         | "I Am a Sword" "나는 검이다"                                            | 안드레스 살라프 | 샘 올던, 제시 모이니핸                  | 2016년 4월 23일  | 2016년 8월 18일  | 1034-236  | 0.91              |
| 231       | 6         | "Bun Bun" "빵빵"                                                        | 엘리자베스 이토 | 수 킴, 솜빌레이 제이어폰                | 2016년 5월 5일   | 2016년 8월 23일  | 1034-240  | 1.01              |
| 232       | 7         | "Normal Man" "마법없정"                                                 | 안드레스 살라프 | 샘 올던, 제시 모이니핸                  | 2016년 5월 12일  | 2016년 12월 28일 | 1034-241  | 1.38              |
| 233       | 8         | "Elemental" "얼음의 정령"                                               | 엘리자베스 이토 | 켄트 오즈번                             | 2016년 5월 19일  | 2017년 1월 4일   | 1034-242  | 1.17              |
| 234       | 9         | "Five Short Tables" "다섯 가지 테이블"                                  | 엘리자베스 이토 | 크리스 무카이, 알렉스 숀월드            | 2016년 5월 26일  | 2016년 8월 22일  | 1034-237  | 1.36              |
| 235       | 10        | "The Music Hole" "음악 동굴"                                            | 안드레스 살라프 | 폴리 구오, 안드레스 살라프              | 2016년 6월 23일  | 2016년 8월 24일  | 1034-239  | 1.15              |
| 236       | 11        | "Daddy-Daughter Card Wars" "부녀 카드 전쟁"                             | 안드레스 살라프 | 애덤 무토, 스티브 울프하드              | 2016년 7월 7일   | 2016년 8월 29일  | 1034-238  | 1.16              |
| 237       | 12        | "Preboot" "새로운 만남"                                                 | 애덤 무토       | 애덤 무토, 알렉스 숀월드                | 2016년 11월 19일 | 2017년 1월 11일  | 1034-243  | 0.77              |
| 238       | 13        | "Reboot" "재시동"                                                       | 엘리자베스 이토 | 톰 허피치, 스티브 울프하드              | 2016년 11월 19일 | 2017년 1월 18일  | 1034-244  | 0.77              |
| 239       | 14        | "Two Swords" "두 개의 검"                                               | 콜 산체스       | 톰 허피치, 스티브 울프하드              | 2017년 1월 23일  | 2017년 5월 18일  | 1042-248  | 0.88              |
| 240       | 15        | "Do No Harm" "해하지 말라"                                              | 콜 산체스       | 로라 크네츠거, 에밀리 파트리지          | 2017년 1월 23일  | 2017년 5월 24일  | 1042-249  | 0.88              |
| 241       | 16        | "Wheels" "돌고 또 돌고"                                                 | 엘리자베스 이토 | 그레이엄 폴크, 샤메인 버헤이건          | 2017년 1월 24일  | 2017년 5월 10일  | 1042-245  | 0.91              |
| 242       | 17        | "High Strangeness" "머나먼 세계"                                        | 엘리자베스 이토 | 샘 올던, 펜들턴 워드                    | 2017년 1월 25일  | 2017년 5월 11일  | 1042-246  | 0.95              |
| 243       | 18        | "Horse and Ball" "말과 공"                                              | 콜 산체스       | 수 킴, 솜빌레이 제이어폰                | 2017년 1월 26일  | 2017년 5월 17일  | 1042-247  | 0.76              |
| 244       | 19        | "Jelly Beans Have Power" "젤리빈의 힘"                                  | 콜 산체스       | 한나 K. 니스트롬, 알렉스 숀월드         | 2017년 1월 27일  | 2017년 5월 25일  | 1042-250  | 0.91              |
| 245       | 20        | "The Invitation"(《Islands》 1부) "초대"                                | 엘리자베스 이토 | 샘 올던, 폴리 구오                      | 2017년 1월 30일  | 2017년 6월 6일   | 1042-251  | 1.20              |
| 246       | 21        | "Whipple the Happy Dragon"(《Islands》 2부) "행복한 용 위플"            | 엘리자베스 이토 | 수 킴, 솜빌레이 제이어폰                | 2017년 1월 30일  | 2017년 6월 6일   | 1042-252  | 1.20              |
| 247       | 22        | "Mysterious Island"(《Islands》 3부) "미스터리 섬"                      | 콜 산체스       | 톰 허피치, 스티브 울프하드              | 2017년 1월 31일  | 2017년 6월 6일   | 1042-253  | 1.09              |
| 248       | 23        | "Imaginary Resources"(《Islands》 4부) "꿈같은 현실"                    | 엘리자베스 이토 | 그레이엄 폴크, 펜들턴 워드              | 2017년 1월 31일  | 2017년 6월 6일   | 1042-254  | 1.09              |
| 249       | 24        | "Hide and Seek"(《Islands》 5부) "숨바꼭질"                             | 엘리자베스 이토 | 한나 K. 니스트롬, 알렉스 숀월드         | 2017년 2월 1일   | 2017년 6월 6일   | 1042-255  | 1.01              |
| 250       | 25        | "Min & Marty"(《Islands》 6부) "미네르바와 마티"                        | 콜 산체스       | 샘 올던, 켄트 오즈번                    | 2017년 2월 1일   | 2017년 6월 6일   | 1042-256  | 1.01              |
| 251       | 26        | "Helpers"(《Islands》 7부) "조력자들"                                   | 엘리자베스 이토 | 톰 허피치, 스티브 울프하드              | 2017년 2월 2일   | 2017년 6월 6일   | 1042-257  | 1.00              |
| 252       | 27        | "The Light Cloud"(《Islands》 8부) "빛의 구름"                          | 콜 산체스       | 그레이엄 폴크, 애덤 무토, 알렉스 숀월드 | 2017년 2월 2일   | 2017년 6월 6일   | 1042-258  | 1.00              |

## 홈 미디어
워너 홈 비디오가 시즌 8의 에피소드 일부를 포함한 여러 컴필레이션 DVD를 발매하였다. 첫 DVD로는 2016년 7월 12일에 《Card Wars》가 발매되었다.

### 미니시리즈
2017년 1월 24일에는 미니시리즈 《Islands》의 DVD가 발매되었다. 이는 TV 정식 방영 이전에 DVD가 출시된 두 번째 사례가 되었다(첫 번째 사례는 에피소드 〈Princess Day〉로 2014년 7월 31일 TV 방영 이전인 7월 29일에 동명의 DVD가 먼저 발매되었다.)
| 《Islands》                                                                       |                                                                                   |                                                  |                                                  |
| 세부 정보                                                                         | 세부 정보                                                                         | 특별 부록                                        | 특별 부록                                        |
| - 에피소드 8편 - 디스크 1개 구성 - 1.78:1 종횡비 - 영어 자막 - 돌비 스테레오 지원 | - 에피소드 8편 - 디스크 1개 구성 - 1.78:1 종횡비 - 영어 자막 - 돌비 스테레오 지원 | - 애니매틱스 영상 - 데모 노래 - 제작 아트 갤러리 | - 애니매틱스 영상 - 데모 노래 - 제작 아트 갤러리 |
| 발매 날짜                                                                         |                                                                                   |                                                  |                                                  |
| 지역 코드 1                                                                       | 지역 코드 4                                                                       | 지역 코드 A                                      | 지역 코드 B                                      |
| 2017년 1월 24일                                                                   | 2017년 5월 4일                                                                    | 미발매                                           | 미발매                                           |

### 미국 발매
미국에서는 시즌 8부터 10까지의 모든 에피소드를 포함하는 DVD 세트가 2018년 9월 4일 발매되었다.
| 《Adventure Time: The Final Seasons》                                        |                                                                              |                                                                    |                                                                    |
| 세부 정보                                                                    | 세부 정보                                                                    | 특별 부록                                                          | 특별 부록                                                          |
| - 시즌 8-10 - 에피소드 58편 - 1.78:1 종횡비 - 영어 자막 - 돌비 스테레오 지원 | - 시즌 8-10 - 에피소드 58편 - 1.78:1 종횡비 - 영어 자막 - 돌비 스테레오 지원 | - 애니매틱스 영상 - 데모 노래 - 캐릭터 아트 갤러리 - 비하인드 영상 | - 애니매틱스 영상 - 데모 노래 - 캐릭터 아트 갤러리 - 비하인드 영상 |
| 발매 날짜                                                                    |                                                                              |                                                                    |                                                                    |
| 지역 코드 1                                                                  | 지역 코드 4                                                                  | 지역 코드 A                                                        | 지역 코드 B                                                        |
| 2018년 9월 4일                                                               | 미발매                                                                       | 미발매                                                             | 미발매                                                             |

### 오스트레일리아 발매
오스트레일리아에서는 2018년 11월 28일 시즌 8의 DVD와 블루레이 디스크가 발매되었다.
| 《Adventure Time: The Complete Eighth Season》                            |                                                                           |             |                  |
| 세부 정보                                                                 | 세부 정보                                                                 | 특별 부록   | 특별 부록        |
| - 시즌 8 - 에피소드 27편 - 1.78:1 종횡비 - 영어 자막 - 돌비 스테레오 지원 | - 시즌 8 - 에피소드 27편 - 1.78:1 종횡비 - 영어 자막 - 돌비 스테레오 지원 | - 추후 공개 | - 추후 공개      |
| 발매 날짜                                                                 |                                                                           |             |                  |
| 지역 코드 1                                                               | 지역 코드 4                                                               | 지역 코드 A | 지역 코드 B      |
| 미발매                                                                    | 2018년 11월 28일                                                          | 미발매      | 2018년 11월 28일 |